# Tytthonyx baniensis
Tytthonyx baniensis es una especie de coleóptero de la familia Cantharidae.

## Distribución geográfica
Habita en la República Dominicana.